# Storia dei diritti delle donne
La storia dei diritti delle donne si riferisce ai diritti umani riconosciuti o meno alle donne nelle varie civiltà storiche. Una delle più importanti proclamazioni esplicite dei diritti delle donne fu la Dichiarazione dei sentimenti (1848). La posizione civilmente e socialmente dipendente delle donne è dimostrata dalle prove documentarie delle prime organizzazioni sociali.

## Legge mosaica
Per la Legge mosaica nelle questioni più prettamente finanziarie i diritti delle donne e degli uomini erano quasi esattamente uguali.; una donna aveva il diritto a possedere una proprietà privata, tra cui la terra, il bestiame oltre che a schiavi e serve. Ella aveva il diritto di eredità su ciò che qualcuno le aveva lasciato dopo la morte e, in assenza di figli, poteva ereditare l'intero patrimonio; una donna poteva altresì anche lasciare i propri beni ad altre persone.
Dopo la morte la proprietà di una donna sarebbe stata ereditata dai figli, se ne avesse avuto, da suo marito se fosse stata sposata o infine da suo padre se fosse rimasta nubile. Una donna poteva citare qualcuno in giudizio e non aveva bisogno di un maschio per rappresentarla. In alcune specifiche situazione le donne si trovavano ad avere in realtà più diritti degli uomini; ad esempio le schiave potevano essere riscattate prima di ogni prigioniero maschio.
Anche se i figli ereditavano la proprietà essi avevano la responsabilità di sostenere la madre e le sorelle nella loro condizione e dovevano assicurarsi che venissero prese in considerazione prima di poter beneficiare dell'eredità; inoltre, se ciò le avesse fatte cacciare dal podere i giovani eredi avevano il dovere di integrare il loro reddito anche in altri luoghi.
Quando si tratta di attività religiose o sacramentali specifiche le donne avevano invece meno opportunità o privilegi rispetto agli uomini; ad esempio in casi concernenti le finanze le donne non potevano essere utilizzate come testimoni legittimi. Una donna non poteva servire in qualità di "kohen" (vedi sacerdote (ebraismo) nel Tempio di Gerusalemme; una donna non poteva essere sovrana in quanto il monarca doveva per forza essere un maschio.
Per quel che concerne il matrimonio ebraico il divorzio avrebbe potuto essere concesso solamente dal marito (il Ghet o "atto di ripudio") durante il quale avrebbe ricevuto Ketubah e la restituzione di porzioni significative della sua dote. Il giuramento o promessa solenne espresso da una ragazza non sposata avrebbe sempre potuto essere fatto annullare dal padre, mentre il giuramento di una moglie - se questo colpiva gli obblighi coniugali - poteva essere annullato dal marito.
La colpa o l'innocenza di una moglie accusata di adulterio avrebbe potuto essere esaminata attraverso il processo di "Sotah" tramite la "Prova dell'acqua amara"; le figlie femmine infine avrebbero potuto ereditare solo in assenza di fratelli maschi.

## Legge egizia
Nell'antico Egitto legalmente una donna condivideva gli stessi diritti e lo status di un uomo, questo almeno teoricamente. Una donna egizia aveva diritto alla propria proprietà privata la quale poteva includere terre, bestiame, schiavi e servitù; avrebbe avuto il diritto di ereditare ciò che qualcuno gli avesse lasciato oltre che a lasciare le proprie cose ad altri.
Una donna avrebbe anche potuto divorziare dal marito, con il ritorno di tutti i beni a lei appartenenti - inclusa la dote - alla sua sola proprietà; aveva la possibilità inoltre di citare qualcuno in giudizio. Soprattutto una donna avrebbe potuto svolgere tutti questi atti legali senza l'obbligo di una presenza maschile per rappresentarla; tuttavia, nel complesso, gli uomini superarono enormemente la maggior parte delle donne negli impieghi e uffici pubblici, come per esempio gli amministratori governativi.
La donna di classe media manteneva ancora centrato tutto il proprio tempo attorno alla casa e alla famiglia; nonostante questo alcune donne sono riuscite a diventare Faraone e per un certo periodo di tempo ebbero anche posizioni importanti nell'apparato esecutivo e nel campo commerciale.

## Legge ateniese
Nell'antica legislazione ateniese le donne non disponevano della maggioranza dei diritti legali concessi invece alle loro controparti maschili. Esse sono state escluse dalla possibilità di apparire nei tribunali giudicanti o di partecipare all'Ecclesia (l'assemblea legislativa). Le furono inoltre vietato giuridicamente d'impegnarsi in contratti d'affari che vantassero una notevole quantità di denaro; il limite era fissato al valore di un medimno di orzo, che non bastava a nutrire una famiglia per una settimana.
Vi fu l'aspettativa generale che le donne non dovessero apparire, o addirittura parlare, in pubblico. Gli storici però dubitano sul fatto che questo obiettivo ideale avrebbe mai potuto essere realmente raggiunto, con l'eccezione forse per le donne di più alto livello sociale.
Le donne nell'Atene Classica mantennero comunque il diritto di poter divorziare, anche se a seguito di ciò avrebbero perduto tutti i diritti legali sui figli avuti dal marito.

## Legge romana
La legge romana, inizialmente del tutto simile a quella ateniese, è stata creata dagli uomini a favore degli uomini. Le donne non avevano alcuna voce pubblica né alcun ruolo politico, ma ciò migliorò progressivamente dopo il I secolo. Le donne nate libere nell'antica Roma godevano a tutti gli effetti della cittadinanza romana e pertanto potevano ricevere privilegi e protezioni legali le quali però non si estendevano alle non cittadine (peregrinus) o alle schiave (vedi schiavitù nell'antica Roma). La società romana era nella sua essenza fondamentalmente basata sul patriarcato, pertanto le donne non potevano votare, tenere pubbliche funzioni o servire nelle forze armate.
Il nucleo centrale della società romana era rappresentato dal pater familias, il capo maschio della famiglia che esercitava la sua autorità su tutti i figli, i servi e la moglie. Similmente alle donne ateniesi anche quelle romane erano costrette ad avere un tutore il quale gestiva e supervisionava tutte le loro attività; un tale tutela condusse a un'assai limitata attività femminile, ma dal I e fino al VI secolo la tutela divenne molto più rilassata, tanto che le donne vennero accettate nella partecipazione a ruoli pubblici come la proprietà e la sua gestione, ma anche come agenti comunali per i giochi gladiatori e altre attività d'intrattenimento.
Nel 27-14 a.C. le nuove Leges Iuliae permisero alle donne di essere liberate dalla tutela se solo avessero dato alla luce tre o più figli; ma in altri aspetti legali le donne rimasero ancora in netto svantaggio, come ad esempio il non essere in grado di tradurre i testamenti in eredità senza il proprio tutor o nella giustizia assai carente nei riguardi dei crimini di stupro.
La violenza contro le donne e in special modo quella sessuale veniva considerata come un'aggressione alla sua famiglia e all'onore del padre; in seguito questo mezzo venne utilizzato per costringere la figlia a sposare il proprio aggressore. Anche le vittime di rapimento subivano la vergogna sociale, questo per aver permesso la perdita dell'onore paterno.
Lo status di cittadino di un figlio veniva determinato da quello della madre. Sia i figli sia le figlie erano soggetti alla patria potestas, il potere che il padre gestiva nella sua qualità di capofamiglia. All'inizio dell'impero romano (I-II secolo) la condizione giuridica delle donne differisce poco, mentre molto maggiormente il quella filiale. Le ragazze avevano diritti di eredità uguali ai ragazzi, questo se il loro padre moriva senza lasciare una precisa volontà scritta.
Nel più precoce periodo della repubblica romana una donna passava dal controllo diretto del padre a quello (manus-nelle mani) del marito, venendo così sottoposta alla potestà maritale, anche se in misura minore rispetto ai loro figli; tale forma di dominio venne abbandonata in gran parte a partire dal tempo di Giulio Cesare, quando una donna cominciò a rimanere sottoposta alla legge paterna anche dopo essersi trasferita nella casa del marito. Questi non aveva alcun potere giuridico su di lei e quando il padre moriva diveniva legalmente emancipata (Sui iuris).
Una donna sposata in questo periodo poteva mantenere qualsiasi proprietà ch'ella portasse nel matrimonio romano; vi era a quel tempo ben poca stigmatizzazione correlata al divorzio, anche se rimase fonte d'orgoglio l'essersi sposata una volta sola.
Il diritto di una madre romana di possedere proprietà e di disporne come meglio credesse opportuno, inclusa l'impostazione dei termini della propria volontà, come diretta conseguenza fece aumentare l'influenza sui figli anche quando questi diventavano adulti. A causa del loro status giuridico di cittadine e del grado di emancipazione le donne potevano possedere proprietà, stipulare contratti e intraprendere un'attività commerciale.
Le donne romane imperiali potevano presentarsi in tribunale per discutere dei propri casi, anche se rimaneva una consuetudine l'essere rappresentate da un uomo; a un certo punto un editto limitò la possibilità per le donne di condurre casi legali autonomamente ma, anche dopo la sua entrata in vigore, esistono numerosi esempi di donne che assunsero azioni autonome in materia legale, tra cui la dettatura di una strategia legale ai loro avvocati.
Come accadeva anche per i minori una donna emancipata continuava ad avere un tutor maschile, tuttavia poteva mantenere i propri poteri di amministrazione e il principale, se non l'unico, scopo del tutore era quello di dare il consenso formale alle azioni intraprese; egli non aveva alcun potere sulla sua vita privata e una donna sui juris poteva sempre sposarsi con chi meglio desiderava. Una donna aveva anche mezzi di ricorso se voleva sostituire un tutor a lei non particolarmente congeniale. La pratica della tutela gradualmente svanì e a partire dal II secolo il giurista Gaio affermò che non vedeva alcuna ragione perché essa dovesse continuare.
Il primo imperatore romano Augusto tentò di regolare la condotta femminile attraverso una legislazione moralizzatrice; l'adulterio, che era sempre rimasto una questione privata di famiglia sotto la repubblica romana, venne reso penalmente rilevante e definito ampiamente come un atto sessuale illecito (stuprum), sia che esso si verificasse tra un cittadino e una donna sposata sia tra una donna sposata e qualsiasi altro uomo al di fuori del marito. Si mise in atto in tal modo un doppio standard: una donna sposata avrebbe potuto intrattenere relazioni sessuali esclusivamente col marito, mentre un uomo sposato non commetteva alcun adulterio se aveva rapporti sessuali con una prostituta (vedi prostituzione nell'antica Roma), una schiava o uno schiavo o una persona di status emarginato (infamis, vedi sessualità nell'antica Roma).
La procreazione venne incoraggiata dallo Stato: lo Ius trium liberorum concesse onori simbolici e privilegi legali a una donna che avesse partorito almeno tre figli, donandogli la libertà da ogni tutela maschile.
Il diritto romano ha riconosciuto la violenza sessuale come un delitto in cui la vittima non aveva generato alcuna colpa; esso fu un crimine passibile di pena di morte. Tuttavia legalmente la violenza riguardava solo quella commessa contro un cittadino rispettabile; l'abuso sessuale, compreso l'abuso minorile, non includeva gli schiavi: questo poteva essere perseguito solo in qualità di un danno commesso contro la proprietà del suo padrone.
La maggior parte delle prostitute erano schiave, anche se alcuni schiavi rimanevano protetti dalla prostituzione forzata da una clausola nel loro contratto di vendita. Una donna libera che lavorasse come prostituta o intrattenitrice perdeva la sua posizione sociale e diventava infame (disprezzabile); rendendo il proprio corpo pubblicamente disponibile perdeva a tutti gli effetti il suo diritto di essere protetta da abusi sessuali e violenze fisiche.

## Legge bizantina
Poiché le legislazione dell'impero bizantino era fondamentalmente basata su quella romana lo status giuridico delle donne non cambiò notevolmente dalle pratiche del VI secolo; ma la tradizionale restrizione posta nei confronti delle donne in ambito di vita pubblica e la forte ostilità contro le donne indipendenti continuarono accresciute. Una maggiore influenza data dalla cultura greca contribuì a costringere gli atteggiamenti autonomi femminili esclusivamente all'ambito domestico e fuori da qualsiasi ambito pubblico.
Vi fu anche una tendenza crescente di obbligare le donne che non erano né prostitute né schiave né intrattenitrici a essere totalmente velate. Come anche per la legge romana precedente le donne non potevano essere testimoni legali, mantenere amministrazioni o gestire attività, mentre potevano ancora ereditare proprietà. In linea di principio l'iniziale influenza della Chiesa è stata esercitata a favore dell'abolizione delle disabilità imposte dalla legge più antica al celibato e alla maternità, favorendo la creazione di strutture per l'ingresso femminile alla vita consacrata e la previdenza necessaria per la moglie.
La Chiesa sostenne costantemente il potere politico di coloro che si dimostravano essere maggiormente amichevoli nei confronti del clero. La nomina di madri e nonne come tutore venne sancita da Giustiniano I.
Le restrizioni matrimoniali per i senatori e altri uomini di alto rango con donne i basso ceto sociale furono estese da Costantino I, ma vennero quasi completamente rimosse dal successore Giustiniano. I secondi matrimoni furono scoraggiati, soprattutto rendendo legale l'imposizione che considerava la condizione del diritto di proprietà delle vedove cessare col nuovo matrimonio; le "Costituzioni leonine" alla fine del IX secolo resero punibili i terzi matrimoni. Le stesse costituzioni resero anche la benedizione sacerdotale come parte necessaria della cerimonia di matrimonio.
Il diritto penale mutò anche le sue prospettive verso le donne; l'adulterio venne punito con la morte da Costantino, ma la punizione venne successivamente ridotta da Giustiniano alla condanna sociale e conseguente esilio in un convento. Una donna che fosse stata definitivamente condannata per adulterio non avrebbe mai più potuto tornare una libera cittadina; vi fu il caso di un matrimonio celebrato tra un cristiano e un ebreo che rese entrambe le parti colpevoli di adulterio.
Vennero emanate severe legislazioni contro il "reato di offesa alla castità", in particolare il lenocinio e l'incesto; fu un crimine capitale sedurre e/o usare violenza a una suora. Le donne furono soggette a sanzioni se indossavano abiti maschili o ornamenti (esclusi gli anelli), imitando quelli riservati all'imperatore o alla sua famiglia. Le attrici o le donne di dubbia fama non dovevano indossare l'abito delle "vergini dedicate al Cielo". Se un console avesse avuto una moglie o una madre che viveva con lui gli veniva permesso di sostenere maggiori spese di quante gli veniva permesso se viveva da solo.
Gli interessi delle donne lavoratrici sono stati protetti da atti di regolamentazione del Gineceo, delle botteghe di filatura, tintura ecc.
Il diritto canonico contrastò con disinvoltura l'indipendenza femminile prevalente nel tardo diritto romano, tendendo piuttosto con decisione nella direzione opposta. Il Decretum Gratiani (XII secolo) inculcò l'idea della sottomissione "naturale" della moglie al marito e l'assoluta obbedienza alla sua volontà. Le principali differenze tra canone e legge romana stavano nella legge matrimoniale, specialmente nell'introduzione del fidanzamento ufficiale e nelle varie formalità religiose. La benedizione sacerdotale divenne parte integrante della cerimonia, esattamente come era già stato fatto dal potere civile nel periodo immediatamente post-giustinianeo.

## Legge islamica
All'inizio del Medioevo uno sforzo precoce per migliorare la condizione femminile si verificò proprio durante le prime riforme dell'islam, quando vennero concessi alle donne maggiori diritti matrimoniali, oltre che in tema di divorzio e di eredità; questi non vennero accordati con un uguale status giuridico in occidente se non molti secoli più tardi.
The Oxford Dictionary of Islam afferma che il generale miglioramento della situazione delle donne arabe includesse anche il divieto d'infanticidio femminile e il riconoscimento della piena personalità civile delle donne: "la dote, precedentemente considerata come un prezzo da pagare per "comprare" la moglie, è diventato un dono nuziale trattenuto dalla sposa come parte della sua proprietà personale". Secondo la "Shari'a" il matrimonio non è più considerato come uno "status immutabile", ma piuttosto come un "contratto", in cui il previo consenso della donna rimane imperativo..
La proprietà delle donne sposate, comprese le terre, venne detenuta da loro stesse a nome proprio e non divenne pertanto in alcun modo o forma proprietà dei loro mariti, una grande differenza questa dalle leggi in vigore in gran parte d'Europa fino all'età moderna: "alle donne vennero concessi diritti ereditari all'interno di una società fortemente patriarcale la quale aveva precedentemente limitato l'eredità ai parenti maschi".
Annemarie Schimmel, specializzata in Orientalistica, afferma che "rispetto alla posizione preislamica delle donne, il diritto musulmano ("Fiqh") ha significato un enorme progresso; la donna ha il diritto, almeno secondo la lettera della legge, di amministrare la ricchezza che ha portato in famiglia o che si è guadagnata con il proprio lavoro". La Common law inglese invece trasferì la proprietà detenuta da una moglie al momento del matrimonio direttamente nelle mani del marito; questo fino alla fine del XIX secolo.
Secondo l'affermazione coranica alle donne appartiene di diritto una parte determinata di ciò che i genitori lasciano (Corano, Sūra 4:7), pur mantenendo l'idea che i mariti siano gli esclusivi responsabili del mantenimento e guida della moglie e della famiglia.

### Educazione
L'islam ha reso l'istruzione femminile un obbligo sacro. Lungi dall'essere bloccate dallo studio del libro sacro sono state altresì invitate a imparare a leggere come gli uomini; le donne hanno svolto un ruolo importante nella fondazione di molte istituzioni educative, come la creazione da parte di Fatima Al-Fihriya dell'Università al-Qarawiyyin nell'859. Questo stato di cose continuò fino alla dinastia degli Ayyubidi nel XII-XIII secolo, quando 160 moschee e Madrasa vennero istituite nella sola Damasco, di cui 26 finanziate direttamente da donne mediante il sistema Waqf (fondazione pia o trust): metà del mecenatismo totale per queste istituzioni fu prodotto da donne.
Secondo lo studioso del sunnismo Ibn 'Asakir (XII secolo) nel mondo musulmano dell'epoca esistettero notevoli opportunità di educazione femminile; egli scrive che le donne potevano studiare, ricevere Ijazah (un titolo di studio universitario) e qualificarsi come Ulema e insegnanti. Questo è stato il caso soprattutto delle famiglie erudite le quali desideravano garantire la massima educazione possibile sia per i figli sia per le figlie.. Asakir studiò sotto bel 80 insegnanti donne diverse al suo tempo.
L'educazione femminile nel mondo islamico è stata ispirata dalle mogli di Maometto, Khadija bint Khuwaylid (una donna d'affari di successo) e Aisha (rinomata studiosa di ḥadīth e leader militare nel corso della battaglia del cammello (656); secondo un hadith attribuito allo stesso profeta egli elogiò le donne di Medina per il loro meritevole desiderio di conoscenza religiosa: "quanto erano splendide le donne di Ansar, la vergogna non impediva loro d'imparare nella fede".
Mentre non fu comune per le donne iscriversi come studenti in classi formali, risultò invece assai comune per loro partecipare a lezioni informali e a sessioni di studio presso mosche, madrash e altri luoghi pubblici. Mentre non esistettero restrizioni legali all'educazione per le donne, molti uomini si ritrovarono a disapprovare tale pratica come ad esempio Ibn al-Haj al-Abdari (morto nel 1326) il quale rimase sconvolto dal comportamento di alcune donne partecipanti informalmente come auditrici a lezioni ai suoi tempi: "accade in quei momenti in cui alcune delle donne sono trasportate dalla situazione; ella allora si alzerà e griderà ad alta voce. [In più] apparirà la sua "awra" [parte intima], in casa sua una tale esposizione sarebbe proibita - come può questo essere permesso in una moschea, in presenza di uomini?""

### Occupazione
Le donne sotto la legge islamica potevano stipulare contratti, comprare e vendere proprietà, citare qualcuno in tribunale in prima persona (senza bisogno di un uomo per rappresentarle), impegnarsi in attività commerciali ecc. proprio come gli uomini. 
La forza lavoro del Califfato fu costituita da diversi gruppi etnici e religiosi, con uomini e donne occupati in varie occupazioni e attività economiche.
Le donne vennero impiegate in un'ampia gamma di attività commerciali e impieghi sia nel settore primario (per esempio l'agricoltura) sia in quello secondario (come lavoratrici edili, nella fabbricazione di tessuti e nella filatura) e terziario (come investitrici, medici, infermiere, presidentesse di gilda (nelle corporazioni delle arti e mestieri), intermediario, Colportore, finanziatrici, studiose ecc).
Le donne musulmane riuscirono anche a mantenere un monopolio di fatto in alcuni rami dell'industria tessile e del colorante, la più vasta e meglio specializzata e orientata al mercato dell'epoca oltre che in attività come la filatura, la tintura e il ricamo. In confronto i diritti di proprietà femminili e il lavoro subordinato rimasero relativamente rari nel mondo europeo cristiano fino almeno alla rivoluzione industriale della seconda metà del XVIII secolo.

### Diritto penale
I criminali, maschi o femmine che fossero, vennero trattati per lo più alla stessa maniera, con l'eccezione di qualche caso come la Diya o la compensazione finanziaria per un crimine contro una vittima femminile (che valeva la metà rispetto a una vittima maschile).
Un'accusa di adulterio contro una donna richiese la presenza di ben 4 testimoni oculari, il che rese difficoltoso perseguire il "crimine"; lo stupro rappresentò invece un crimine d'aggressione che non richiedeva testimoni. Tuttavia molti paesi a maggioranza musulmana affrontarono la violenza contro le donne sotto la stessa modalità dell'adulterio, con la richiesta pertanto dei testimoni; questa situazione è stata oggetto di controversie internazionali fino ai giorni nostri.
Le donne poterono servire da testimoni in tribunale in tutti i casi tranne che in quelli finanziari; solamente nei casi di diritto finanziario erano necessarie come testimoni due donne al posto di un solo uomo.

### Diritto di divorzio
Per la legge islamica gli uomini devono solo pronunciare la frase di ripudio (Talaq) per tre volte alla presenza della moglie per poter avviare ufficialmente il divorzio; vi è tuttavia un periodo di attesa richiesto di tre mesi durante il quale, se la moglie scopre di essere in stato di gravidanza, il divorzio non diventa operativo se non dopo il parto.
Le donne hanno sempre avuto il diritto di avviare le pratiche di divorzio, ma devono andare in tribunale attraverso un processo giudiziario e provare i motivi della separazione richiesta, i quali possono comprendere la crudeltà (violenza domestica), la carenza nell'obbligo di mantenimento, l'impotenza del marito e altri motivi atti a intraprendere l'azione giudiziaria. Le donne possono anche avviare il divorzio senza la necessaria presenza di uno di questi motivi attraverso un percorso diverso chiamato Khul'; un divorzio proposto dalla moglie che implica la restituzione del Mahr (la dote o dono della sposa) che il marito aveva pagato al momento del matrimonio.
Infine su qualsiasi divorzio avviato dal marito l'ex moglie ha il diritto al pagamento del resto o della parte "ritardata" del Mahr.

## Europa
Nel XVI secolo gli Stati europei si suddividevano in due tipologie di legislazioni laiche; la prima fu la legge ordinaria predominante nella Francia settentrionale, in Inghilterra e in Scandinavia, l'altra costituiva la legge scritta romana predominante nel Midi (Francia), nella penisola italiana e nella penisola iberica.
Le leggi ordinarie favorirono gli uomini a scapito delle donne; ad esempio l'eredità tra le élite italiane, inglesi, scandinave e francesi venne sempre trasmessa all'erede maggiore maschio: in tutte queste regioni le leggi diedero agli uomini anche poteri sostanziali sulla vita, la proprietà e il corpo della donna. Si verificarono tuttavia alcuni miglioramenti rispetto ai costumi antichi, ad esempio le figlie avrebbero sempre potuto ereditare in assenza dei loro fratelli, attuare certi scambi e compravendite senza bisogno dell'autorizzazione maritale, infine le vedove ebbero la possibilità di ricevere una controdote.
Nelle aree governate da leggi scritte a base romana le donne rimasero sempre sotto la tutela maschile in materia di proprietà e di diritto; con i padri sovrintendenti delle figlie e i mariti delle mogli, mentre gli zii o altri parenti maschi delle vedove.
In tutta Europa lo status giuridico delle donne si concentrò intorno al suo stato civile, mentre il matrimonio costituì sempre il maggior fattore di limitazione dell'autonomia femminile; i costumi, gli statuti e la pratica non solo ridussero i diritti e le libertà fondamentali delle donne, ma impedirono anche alle donne nubili o vedove di svolgere qualsivoglia funzione pubblica con la giustificazione che avrebbero sempre potuto un giorno sposarsi.

## Legge coloniale argentina
L'Argentina coloniale a partire dal XVI secolo fu il risultato di una mescolanza razziale prodotta da donne di origini spagnole, indigene o meticce. In quanto discendenti dirette dei Conquistadores le donne spagnole ebbero un maggiore status rispetto alle indigene ma, a prescindere dal razzismo presente, tutte ebbero uguali restrizioni in rapporto all'autonomia sociale; ad esempio il ruolo femminile principale fu sempre quello limitato alla casa e alla famiglia, ai doveri domestici e alla cura dei figli.
Tutto il Vicereame della Nuova Spagna rimase fortemente influenzato dalla Chiesa cattolica romana la quale promosse una struttura familiare impregnata di patriarcato; nonostante ciò le donne ebbero diversi diritti positivi come ad esempio un'uguale eredità con i fratelli maschi.

## Legge cinese
Per tutto il periodo della storia della Cina le donne furono considerate "esseri inferiori" ed ebbero pertanto uno status giuridico subordinato sulla base della codificazione legale stabilita e adottata dal confucianesimo. Nella Cina imperiale le "Tre obbedienze e quattro virtù" promuovevano l'ideale di obbedienza delle figlie ai padri, delle mogli ai mariti e finanche delle vedove ai figli; le donne non poterono mai ereditare imprese o ricchezze e l'uomo ebbe l'obbligo di adottare un figlio maschio per tali fini.
La tarda legge imperiale presenta anche sette differenti tipologie di divorzio; la moglie poteva essere scacciata se non avesse dato alla luce un figlio maschio, se commetteva adulterio, se disobbediva ai parenti acquisiti, se "parlava troppo", se rubava, se dimostrava gelosia o se soffriva di una malattia o di un disturbo incurabile o insopportabile.
Ciononostante si crearono delle limitazioni anche per il marito, ad esempio non avrebbe potuto divorziare fino a quando osservava il periodo di lutto per la perdita di un genitore, se la donna non avesse avuto una famiglia a cui tornare, o se la famiglia del marito da povera si era arricchita grazie alla dote portata dalla moglie.

## Legge giapponese
Lo status giuridico delle donne nel Giappone storico fu relativamente migliore rispetto ad altre società, questo almeno fino alla caduta dello Shogunato Kamakura nel 1333. Da allora in poi le donne persero il diritto di ereditare la terra e nei successivi secoli di violenza militare da parte della classe dirigente il paese divenne un patriarcato normativo simile al resto delle altre culture a esso maggiormente prossime.
La condizione femminile giuridica e civile peggiorò ulteriormente dopo il 1890, a seguito della modernizzazione dei codici di diritto civile e diritto penale basati sui sistemi francesi e tedeschi, ma ricominciò a migliorare notevolmente a partire dalla fine della seconda guerra mondiale.

## Legge indiana
Per la maggior parte della storia dell'India venne utilizzato il codice legale dell'induismo come base giuridica e sociale; il codice indù è fondamentalmente basato sui testi religiosi conosciuti come Dharmaśāstra e la cui forma più ortodossa è rappresentata dalle Manusmṛti, utilizzata prevalentemente durante il periodo coloniale. Tale codificazione protesse i diritti di proprietà delle donne nonché i diritti ereditari, ma insistì anche che le donne fossero costantemente sotto una stretta custodia maschile; in ogni caso la sua interpretazione risultò essere abbastanza fluida a seconda delle abitudini e costumi locali.
Il giudizio e l'interpretazione del codice venne messo in pratica dai consigli locali (panchayat) composti dagli anziani del villaggio e in certi periodi ne vennero ammesse anche le donne; questo sistema tradizionale locale trattò le donne meglio del codice normativo indù, ma un tale stato di cose venne invertito con decisione dalla magistratura britannica durante tutta l'epoca dell'impero anglo-indiano.
L'acquisizione coloniale da parte degli inglesi a partire dal XVII secolo in avanti ebbe effetti più negativi che positivi sui diritti delle donne nel subcontinente indiano. Anche se riuscirono a far abolire il Sati, l'infanticidio femminile e in parte anche il matrimonio infantile, gli studiosi concordano sul fatto che i diritti e le libertà legali delle donne in generale sono stati assai limitati per tutto questo periodo.
Le abolizioni inglesi furono per lo più riferite a legislazioni e costumi locali e mirarono a favorire la separazione religiosa tra indù e musulmani, oltre che rivolte a un trattamento maggiormente discriminatorio nei confronti delle donne. Molti codici religiosi locali fecero perdere alle donne il diritto di proprietà sulle terre, di eredità, di divorzio, di matrimonio e finanche di mantenimento.